# Sanhe, Dabu
Sanhe (kinesiska: 三河) är en köping i sydöstra Kina. Den ligger i Dabu härad i staden Meizhou i provinsen Guangdong, omkring 360 kilometer nordost om provinshuvudstaden Guangzhou. Antalet invånare är 17 004. Befolkningen består av 8 535 kvinnor och 8 469 män. Barn under 15 år utgör 17,0 %, vuxna 15-64 år 70 %, och äldre över 65 år 12,0 %.